# Whites Load
«Whites Load» — український хеві-метал-RAC гурт з Києва, що існував у 1999-2004 роках. Музика гурту базується на темах білого націоналізму, націонал-соціалізму та українського націоналізму. За час існування, видано тільки один студійний альбом та два спліти разом із «Сокирою Перуна».

## Альбоми
«Моє серце, кров моя» (2004)
| #     | Назва                   | Тривалість |
| ----- | ----------------------- | ---------- |
| 1.    | «Якщо ти слов'янин»     | 04:33      |
| 2.    | «RaHoWa»                | 03:36      |
| 3.    | «Ian Stuart»            | 06:35      |
| 4.    | «Моє серце, кров моя»   | 05:49      |
| 5.    | «88!»                   | 03:10      |
| 6.    | «Шлях обраних»          | 04:38      |
| 7.    | «Минуле ніколи не вмре» | 03:14      |
| 31:35 |                         |            |